# Mr. Monk on Patrol
Mr. Monk on Patrol è il tredicesimo romanzo scritto da Lee Goldberg basato sulla serie televisiva Detective Monk. È stato pubblicato il 3 gennaio 2012. Come gli altri romanzi, la storia è narrata da Natalie Teeger, l'assistente di Adrian.

## Trama
La città di Summit, nel New Jersey, viene colpito da una serie di arresti di politici di alto profilo, rendendo Randy Disher sindaco della città. La polizia di Summit ha una carenza di organico, aumentando l'attività criminale. Proprio per questo la fidanzata di Disher, Sharona Fleming, va a San Francisco per convincere Monk e Natalie ad aiutare il loro amico Randy, diventando agenti di polizia temporanei per la città. Mentre portavano la divisa, Adrian e la sua assistente scoprono un corpo; subito dopo subiscono una minaccia. 
Il detective ignora le minacce e continua a indagare, fino a che non risolve l'omicidio. Settimane dopo l'arresto, il capitano Stottlemeyer chiede a Natalie e a Monk se hanno intenzione di tornare a San Francisco. Monk prende una decisione, che sarà rivelata nel romanzo successivo.

## Mr. Monk and the Open House
Mr. Monk and the Open House è un estratto da Mr. Monk on Patrol, pubblicato sotto forma di breve storia nel numero di dicembre 2011 dell'Ellery Queen's Mystery Magazine prima dell'uscita del romanzo.

## Personaggi

### Personaggi della serie televisiva
- Adrian Monk: il detective protagonista della serie, interpretato nella serie da Tony Shalhoub
- Natalie Teeger: assistente di Adrian e narratrice del romanza, interpretata nella serie da Traylor Howard
- Leland Stottlemeyer: capitano della polizia di San Francisco, interpretato nella serie da Ted Levine
- Randy Disher: tenente della polizia, assistente di Stottlemeyer, interpretato nella serie da Jason Gray-Stanford
- Sharona Fleming: fidanzata di Randy, interpretata nella serie da Bitty Schram

### Personaggi del romanzo
- Amy Devlin: tenente, braccio destro di Stottlemeyer nel dipartimento di polizia di San Francisco
- Ellen Morse: la proprietaria di un negozio a Summit, nel New Jersey che vende oggetti realizzati con escrementi igienizzati. Nonostante la sua professione, Adrian stringe una forte amicizia con lei, visto che entrambi hanno molto a cura le idee di simmetria e di igienizzazione.